# Liste des planètes mineures non numérotées découvertes en mai 2007
Pour un article plus général, voir Liste des planètes mineures non numérotées découvertes en 2007.
Pour un article plus général, voir Liste des planètes mineures.
Cet article dresse la liste des planètes mineures (astéroïdes, centaures, objets transneptuniens et assimilés) non numérotées découvertes en mai 2007 dans l'ordre de leur découverte.
Au 15 janvier 2025, 661 077 des 1 434 993 planètes mineures répertoriées par le Centre des planètes mineures ne sont pas encore numérotées, soit 46,07 %.

## Rappel concernant la désignation provisoire
La désignation provisoire indique l'ordre de découverte de ces objets. En effet, cette désignation est composée de l'année de découverte (par exemple 2007) suivie de la quinzaine (demi-mois) de découverte (p.e. A = 1-15 janvier) puis de l'ordre de découverte dans cette quinzaine. Cet ordre est indiqué par une lettre et éventuellement un chiffre comme suit : A pour la première découverte, B pour la deuxième, ..., Z pour la 25e (le I n'est pas utilisé pour éviter la confusion avec 1), A1 pour la 26e, B1 pour la 27e, etc. , Z1 pour la 50e, A2 pour la 51e, B2 pour la 52e, etc. L'ordre de la numérotation ne suit donc pas l'ordre alphanumérique. 2007 AA1 suit ainsi 2007 AZ et précède 2007 AB1.

## Liste

### Du1erau 15 mai 2007
- 2007 JD
- 2007 JP1
- 2007 JA2
- 2007 JF2
- 2007 JG2
- 2007 JY2
- 2007 JZ2
- 2007 JE4
- 2007 JM5
- 2007 JV5
- 2007 JX5
- 2007 JN6
- 2007 JW6
- 2007 JZ6
- 2007 JB7
- 2007 JH7
- 2007 JM7
- 2007 JY7
- 2007 JT8
- 2007 JL9
- 2007 JV9
- 2007 JW9
- 2007 JL10
- 2007 JC11
- 2007 JY11
- 2007 JT12
- 2007 JK13
- 2007 JR13
- 2007 JH14
- 2007 JP14
- 2007 JR14
- 2007 JU14
- 2007 JY14
- 2007 JD15
- 2007 JJ15
- 2007 JK15
- 2007 JV15
- 2007 JF16
- 2007 JG16
- 2007 JP17
- 2007 JE19
- 2007 JY19
- 2007 JV20
- 2007 JB21
- 2007 JZ21
- 2007 JD22
- 2007 JE22
- 2007 JG22
- 2007 JH22
- 2007 JL22
- 2007 JE23
- 2007 JF24
- 2007 JG24
- 2007 JK24
- 2007 JN24
- 2007 JW24
- 2007 JY24
- 2007 JM25
- 2007 JP25
- 2007 JH26
- 2007 JP26
- 2007 JW26
- 2007 JQ27
- 2007 JV29
- 2007 JZ29
- 2007 JG30
- 2007 JT30
- 2007 JO32
- 2007 JV32
- 2007 JR35
- 2007 JU36
- 2007 JO37
- 2007 JV37
- 2007 JE38
- 2007 JE40
- 2007 JD41
- 2007 JJ41
- 2007 JP41
- 2007 JX41
- 2007 JF45
- 2007 JW46
- 2007 JY46
- 2007 JZ46
- 2007 JB47
- 2007 JV47
- 2007 JA48
- 2007 JE48
- 2007 JH48
- 2007 JJ48
- 2007 JK48
- 2007 JM48
- 2007 JO48
- 2007 JR48
- 2007 JT48
- 2007 JK49
- 2007 JU49
- 2007 JV49
- 2007 JW49
- 2007 JX49
- 2007 JY49
- 2007 JZ49
- 2007 JA50
- 2007 JB50
- 2007 JC50
- 2007 JG50
- 2007 JK50
- 2007 JM50
- 2007 JO50
- 2007 JP50
- 2007 JQ50
- 2007 JR50
- 2007 JV50
- 2007 JW50
- 2007 JY50
- 2007 JE51
- 2007 JH51
- 2007 JL51
- 2007 JO51
- 2007 JT51
- 2007 JU51
- 2007 JY51
- 2007 JZ51
- 2007 JF52
- 2007 JG52
- 2007 JH52
- 2007 JJ52
- 2007 JL52
- 2007 JO52
- 2007 JQ52
- 2007 JR52
- 2007 JU52
- 2007 JV52
- 2007 JW52
- 2007 JX52
- 2007 JY52
- 2007 JZ52

### Du 16 au 31 mai 2007
- 2007 KD
- 2007 KE
- 2007 KJ
- 2007 KK
- 2007 KZ
- 2007 KE1
- 2007 KN1
- 2007 KU1
- 2007 KD2
- 2007 KJ2
- 2007 KO2
- 2007 KV2
- 2007 KW2
- 2007 KE4
- 2007 KO4
- 2007 KH6
- 2007 KT6
- 2007 KF7
- 2007 KG7
- 2007 KG10
- 2007 KK10
- 2007 KS10
- 2007 KZ10
- 2007 KA11
- 2007 KB11
- 2007 KG11
- 2007 KH11
- 2007 KK11
- 2007 KS11
- 2007 KX11
- 2007 KZ11
- 2007 KA12
- 2007 KG12
- 2007 KM12
- 2007 KN12
- 2007 KO12
- 2007 KP12
- 2007 KQ12